# Serra da Coelheira
A Serra da Colheira é uma serra portuguesa localizada no concelho de São Pedro do Sul, no Distrito de Viseu. Encontra-se a treze quilómetros a noroeste da localidade de São Pedro do Sul e aproximadamente a três quilómetros a sudeste da povoação de Candal, em cuja freguesia do mesmo nome se situa. Tem a altura máxima de 1054 metros, valor este atingido no “Alto da Cota”.

## Vestígios arqueológicos
Em 2021, foram descobertos vestígios de um acampamento militar no Alto da Coelheira, na União de Freguesias de Carvalhais e Candal. A estrutura apresenta um relativo bom estado de conservação, quando comparado com outros sítios semelhantes, e possui um anexo, “característica única nos acampamentos romanos conhecidos em Portugal.
1. ↑  «Descobertos vestígios de acampamento militar romano em S. Pedro do Sul»